# 時枝文法
時枝文法（ときえだぶんぽう）は、時枝誠記による日本語の文法である。

## 品詞分類
| 単 語 | 詞 | 体言     | 体言           |
| 単 語 | 詞 | 用 言    | 動詞           |
| 単 語 | 詞 | 用 言    | 形容詞         |
| 単 語 | 詞 | 代 名 詞 | 名詞的代名詞   |
| 単 語 | 詞 | 代 名 詞 | 連体詞的代名詞 |
| 単 語 | 詞 | 代 名 詞 | 副詞的代名詞   |
| 単 語 | 詞 | 連体詞   |                |
| 単 語 | 詞 | 副詞     |                |
| 単 語 | 辞 | 接続詞   | 接続詞         |
| 単 語 | 辞 | 感動詞   |                |
| 単 語 | 辞 | 陳述副詞 |                |
| 単 語 | 辞 | 助動詞   |                |
| 単 語 | 辞 | 助詞     |                |

## 詳細

### 言語過程観（説）
ソシュールによる（と時枝に規定された）「言語構成観」に対立する「言語過程観」に立脚する理論であるため言語過程説とも呼ばれる。「「文」という統一体はその構成要素である語を単に集めたものとは質的に異なるものである」とする。

### 詞と辞
言語過程説による構文論では、文の構成要素を陳述の有無によって「詞」と「辞」に二分した。「詞」は文の素材となるもので、陳述を含まない。これに対して「辞」は素材的なものを含まない純粋に陳述だけを含むものである。この点で辞は純粋な主体的作用の反映であり、形容動詞の否定や敬語の二大別などは、すべてこの「詞」と「辞」の別に基礎を置く。時枝によると、「このような構文論は国学における日本語の研究の流れを汲むものであり、基本的な思想において通じる」という。このような構文論は理論的に一貫しており、また詞と辞の定義も明確であるが、その後、このような詞辞非連続説と、金田一春彦などの詞辞連続説との間の論争を引き起こすこととなる。また、ある意味、時枝の理論構成によって「陳述」というものに明確な定義と、その構文論への反映が行われたことによって、「陳述」という概念そのものに対する反省ももたらすことになる。
文の構造としては「詞を辞がくるんでいる、ちょうど引き出し（取っ手が「辞」）のような構造が基本であり、さらにそれがより大きな構造に埋め込まれる」という階層構造を仮定した。これを「入れ子構造」と呼び、日本語の文の基本的な型式としている。橋本文法における、文節を基本としたリニアな構造に対して、入れ子構造の階層構造は文の分析の妥当性において大きな優位性がある。例えば「桜の花が」という構造は橋本文法では
と分析され、文節間の関係については別に様々なものを規定しなければならなかった。これに対し時枝文法の入れ子構造（引き出しの取ってのように書き表されていた辞を、タイプの便宜上「>」で代理させる）では
として、特別な関係の規定なしに構造表示できる。

### 後世における影響
時枝の説を継承・発展した国語学者としては、高知女子大学教授であった山崎良幸がいる。この山崎が高知女子大学で教鞭をとっていた時の教え子に和田明美がいる。

### 関連文献
- 岩下裕一『「意味」の国語学』おうふう、2003年1月。ISBN 4273032503
- 尾崎知光『国語学史の探求』新典社〈研究叢書231〉、2012年9月。ISBN 9784787942319